# Pisto manchego
El pisto manchego, también conocido simplemente como pisto, es un plato tradicional de la cocina manchega que consiste en una fritada de diversas verduras de composición variable, posiblemente aquellas más accesibles durante la temporada en una huerta. El sobrenombre de manchego procede de La Mancha, aunque se puede ver preparado en casi todo el territorio español.

## Historia
En principio algunos autores asocian la palabra "pisto" etimológicamente al italiano dialectal y ese a su vez del latín tardío pistare que significa machacar, aprensar algo o sacarle el jugo (a un caldo de ave o un caldo de gallina), o del latín pistus ("machacado") y así era en la cocina española en el siglo XVII. Con la incorporación progresiva del tomate y del pimiento, provenientes de América. Este plato y la "shakshuka", un plato bereber del norte de África comparten un origen común gracias a los ingredientes traídos por los españoles desde América de donde son originarios sus ingredientes.

## Características
En su origen, el plato posiblemente fue cocinado por los campesinos de La Mancha al aire libre con los productos de la huerta, a los que tenían fácil acceso. El auténtico pisto manchego solo lleva pimientos verdes y tomates. Dicho esto, dependiendo de la zona geográfica, vemos que hay variedades de esa receta original por la variedad de la huerta, por lo que hay variantes con pimientos rojos, cebolla e incluso ajos. No obstante se puede decir que siempre lleva tomate y pimiento. Todos estos ingredientes se preparan cortados en pequeños dados de no más de medio centímetro. Las verduras se van pochando sucesivamente en una sartén con aceite de oliva y cuando están listos se dejan reposar. La mayoría de las recetas modernas que se alejan de la receta original aconsejan el siguiente orden: primero la cebolla, el pimiento y cuando ablandan va el calabacín y, por último, los tomates. Se puede sustituir el calabacín por la berenjena.
Es un plato tan popular que puede encontrarse en casi cualquier supermercado de España en envases de vidrio, aunque también existen de lata.
En ciertos lugares de La Mancha, se añade ajo machacado con comino, lo que le aporta un sabor característico. Otro ingrediente típico es el lomo de cerdo frito en trocitos, lo que lo convierte en un plato muy completo.

## Servicio
Se suele servir frío o caliente, según la costumbre, a menudo acompañado de huevos fritos o por algún embutido, especialmente longanizas en una característica cazuela de barro. A veces se sirve como una tapa cubierto de algunos pedacitos de jamón serrano. Es más habitual encontrarse con este plato en las épocas de verano que de invierno, debido a la estacionalidad de sus ingredientes.